# حفل توزيع جوائز الأوسكار السابع والسبعون
حفل توزيع جوائز الأوسكار 2004  هو الحفل السابع والسبعون في تاريخ جوائز الأوسكار. أقيم في 27 من شهر فبراير 2005، على مسرح كوداك في كاليفورنيا، الولايات المتحدة الأمريكية. قدم الحفل كريس روك.

## الجوائز
- جيمي فوكس - أفضل ممثل
- هيلاري سوانك - أفضل ممثلة
- فتاة المليون دولار (فيلم) - أفضل فيلم
- كيت بلانشيت - أفضل ممثلة مساعدة

## روابط خارجية
- حفل توزيع جوائز الأوسكار السابع والسبعون على موقع IMDb (الإنجليزية)
- حفل توزيع جوائز الأوسكار السابع والسبعون على موقع ميوزك برينز (الإنجليزية)